# Danske kunsthåndværkere
Danske Kunsthåndværkere er en interesseorganisation for professionelle danske kunsthåndværkere. 
Organisationen laver flere projekter – blandt andet Kunsthåndværkermarkedet på Frue Plads og Biennalen for Kunsthåndværk og Design. 
Organisationen er bygget op med fem regionsgrupper, der blandt andet laver lokale udstillinger.
Sekretariatet har til huse i Kunstindustrimuseets bygninger i København. Her har organisationen også udstillingslokalet Officinet, hvor der vises nutidigt kunsthåndværk. 
Officinet ligger i den gamle hospitalsbygning tegnet af hofarkitekterne Nicolai Eigtved og Lauritz de Thurah i 1752-57. Hospitalet blev omkranset af fire markante pavilloner – to ud mod Amaliegade og to ud mod Bredgade, og pavillonen i nr. 66 i Bredgade var apoteket til Frederiks Hospital. Op ad den dobbelte trappe kommer man ind i det store flotte rum Officinet, som er den betegnelse, man bruger for det rum, hvor medicinen udleveres til publikum.
Hospitalet fungerede helt til 1908 og blev i 1919 skænket til Kunstindustrimuseet, som siden har ejet både hospitalsbygningerne og de 4 pavilloner. Museet har lejet nogle af pavillonerne ud, og nr. 66 var i mange år hovedsæde for Danske Arkitekters Landsforbund.
Da Danske Kunsthåndværkere i 1997 flyttede ind i nr. 66 – som nabo til Grønnegårds Teatret – blev navnet Officinet taget op igen, fordi rummet nu bruges til udstillinger og foredrag og igen henvender sig til publikum.